# Roman Gwelesiani
Roman Gwelesiani (gruz. რომან ალექსანდრეს ძე გველესიანი; ur. 17 sierpnia 1888, zm. 2 kwietnia 1949 w Londynie) – gruziński pułkownik Wojska Polskiego, służący jako oficer kontraktowy.

## Życiorys
Roman urodził się w rodzinie oficeria Armii Rosyjskiej Aleksandra Gwelesiani. Od 1909 sam działał w wojsku. W czasie I wojny światowej dostał wiele odznaczeń za męstwo w walce. Służył w jako porucznik 13 Grenadierskim Erywańskim Pułku, a następnie jako kapitan w 490 Rżewskim Pułku Piechoty na froncie wschodnim. W 1917 był już podpułkownikiem. Od 1918 był pułkownikiem Armii Gruzińskiej. Po upadku Gruzji w 1921 wyemigrował do II Rzeczypospolitej. W niej postanowił kontynuować karierę wojskową. Ukończył Oficerską Szkołę dla Podoficerów w Bydgoszczy w 1923 i kurs doszkolenia w Wyższej Szkole Wojennej w 1924. W 1926 został oficerem kontraktowym. Był zastępcom dowódcy 2 Pułku Saperów Kaniowskich w latach 1927–1929. Później był dowódcą piechoty dywizyjnej w 4 Dywizyjnej Piechoty w latach 1932–1934 i w 16 Pułku Piechoty w latach 1935–1938. Od marca 1938 był zastępcą dowódcy w 6 Dywizji Piechoty. Chwilę przed wybuchem wojny powierzono mu dowództwo Obszaru Warownego „Kraków”. Podczas kampanii wrześniowej miał bronić Krakowa, jednak to zadanie okazało się nie możliwe. Z tego powodu jego jednostki zaczęły się wycofywać. Gwelesiani po ciężkich walkach podczas odwrotu przedostał się do Rumunii, a następnie do Francji. Tam służył w Armii Polskiej we Francji, a po klęsce aliantów dostał się na Wyspy Brytyjskie gdzie wstąpił do 1. Korpusu Polskiego w Szkocji. Po wojnie znalazł się w Polskim Korpusie Przysposobienia i Rozmieszczenia. Zmarł w 1949 w Londynie.

## Biblioteka
- Wojciech Materski. Gruzini oficerowie kontraktowi Wojska Polskiego w kampanii wrześniowej 1939 r. „Pro Georgia Journal Of Kartvelolgical Studies № 26-2016”, s. 262–263, 2016. Warszawa: Duo Studio. ISSN 1230-1604.